# Féja Géza
Féja Géza (Féja Géza Sándor, Léva-Szentjánospuszta, 1900. december 19. – Budapest, 1978. augusztus 14.) magyar író, újságíró, szerkesztő, állami polgári iskolai tanár.

## Élete
Édesapja Féja Kálmán, édesanyja Lokota Anna. Féja Géza tízévesen vesztette el édesapját, s még három kisebb testvére volt (köztük Féja Tibor). Léván töltötte gyermekkorát, itt végezte a gimnáziumot is. 1919-ben érettségizett. 1920-tól a budapesti egyetem magyar–német szakos hallgatója, az Eötvös-kollégium tagja. 1922-ben jelent meg első verse a Nyugatban. 1923-ban Szabó Dezső vonzásába került, 1923-ban az Auróra, majd az Élet és Irodalom munkatársa.

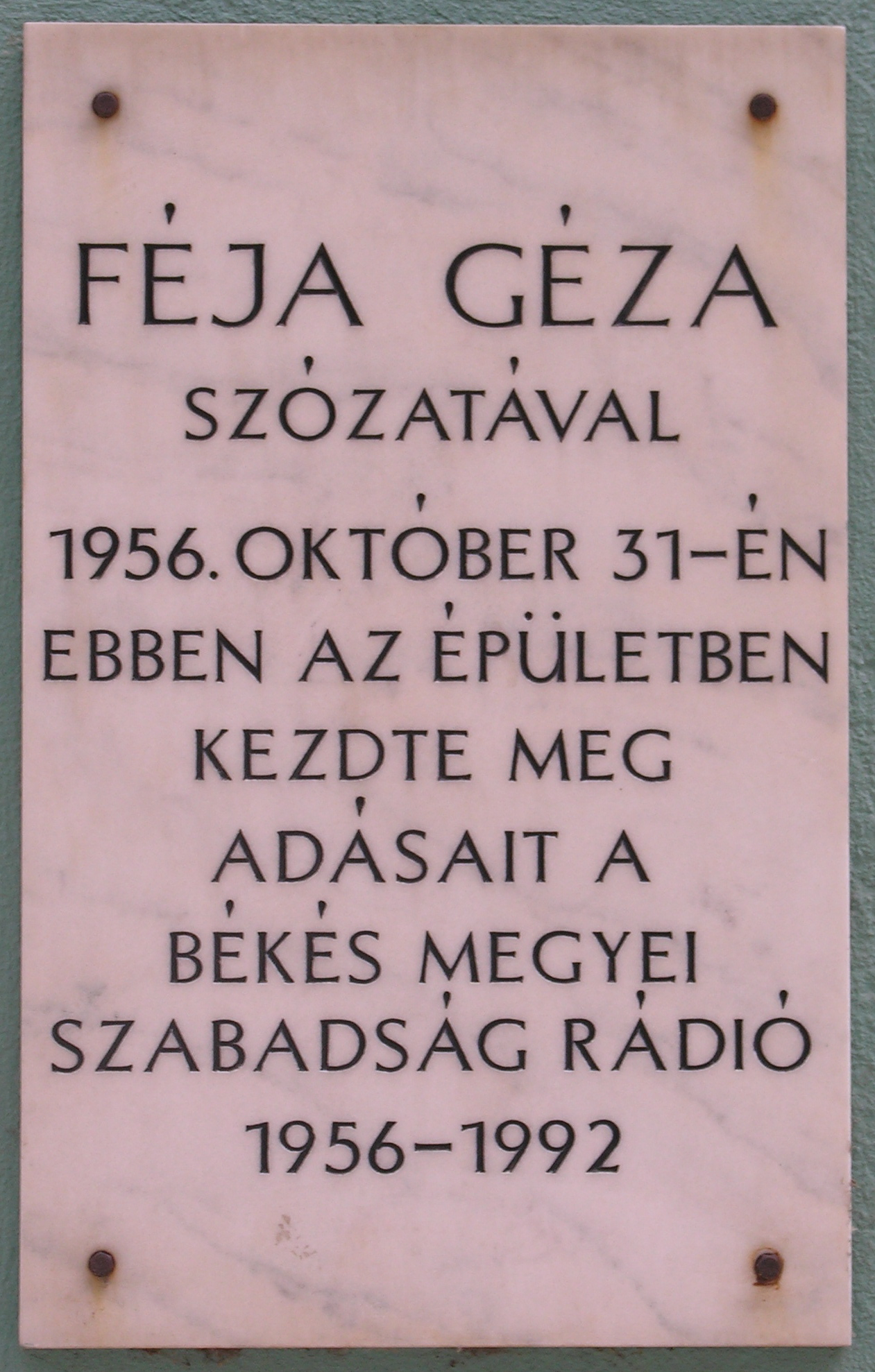
Emléktáblája Békéscsabán

1927-től az Esztergom-tábori Fiúnevelő Intézet igazgatóhelyettese volt, a környező szegény falvak és bányásztelepek gyerekeit tanította. Esztergomtábor fontos állomás az életében: itt ismerte meg majdani feleségét, itt lett férj, apa, majd özvegy. Esztergomi tartózkodásának emlékére a Féja Géza Közösségi Ház őrzi a nevét a városban. Kapcsolatba került a Bartha Miklós Társasággal; egyik ösztönzője lett a falukutatók mozgalmának; teoretikusa a népi írókat tömörítő Válasz című folyóiratnak. 1929-33-ban Bajcsy-Zsilinszky Endre belső köréhez tartozott, az Előörs, a Kohó (1931), a Szabadság, az Új Hang (1932–1933) munkatársa, szerkesztője volt. 1931-től egyik szervezője a Nemzeti Radikális Pártnak.
1933-37 között Pesterzsébeten tanított a Széchenyi István Polgári Fiúiskolában. A megszállt felvidéki Magyar Írás című társadalmi és irodalmi lap főmunkatársa, a Kazinczy Kiadó lektora, 1934-44 között a Magyarország című lap belső munkatársa volt. Közéleti tevékenységet vállalt: részt vett a Márciusi Front programjának kidolgozásában (Bibó Istvánnal együtt). 1937. március 15-én ő olvasta fel a Nemzeti Múzeum lépcsőjén a Front kiáltványát. 1937-ben jelent meg Viharsarok c. szociográfiája, ami után a magyar tájegység is kapta nevét. Könyvéért nemzetgyalázás címén perbe fogták, majd elítélték, tanári állásából elbocsátották.
1938. április 23-án Budapesten házasságot kötött a nála 14 évvel fiatalabb, unitárius vallású Supka Gizella Magdolnával, dr. Supka Géza és Gere Gizella lányával.
1945-1956 között Békéscsabán élt, kirekesztődött az irodalmi életből, könyvtárosként dolgozott. Politikai nézetei miatt 1945-től 1957-ig nem jelenhetett meg könyve. Sokat tett a háború után elkallódó, de közgyűjteménybe tartozó könyvállomány megmentéséért. A város és a megye szellemi életében tevékenyen részt vett. Irodalmi, történelmi előadásokat tartott; az ókígyósi Mezőgazdasági Középiskola és a békéscsabai Petőfi úti Polgári Fiúiskola tanára volt.
1956. november 1-jén visszatért Budapestre, a Petőfi Párt (az újjászervezett Nemzeti Parasztpárt) Irányító Testületének tagjává választották. 1956-60 között a Fővárosi Szabó Ervin Könyvtárban dolgozott mint tudományos főmunkatárs. 1960-ban innen ment nyugdíjba. 1966-ban József Attila-díjat kapott. Munkásságáról Békéscsaba város sem feledkezett meg. Halálának 10. évfordulóján (1988) teret neveztek el róla. Féja Géza portréja – mely Szalatnyay József alkotása – a Békés Megyei Tudásház és Könyvtárban található.
Fia Féja Endre tanár, igazgató a hagyatékának gondozója.

## Elismerései és emlékezete
- Féja Géza Közösségi Ház, Esztergom
- Esztergom-Kertvárosban utca viseli a nevét
- Kálvin Pál fából faragott domborműve
- Emléktábla, Békéscsaba

## Művei

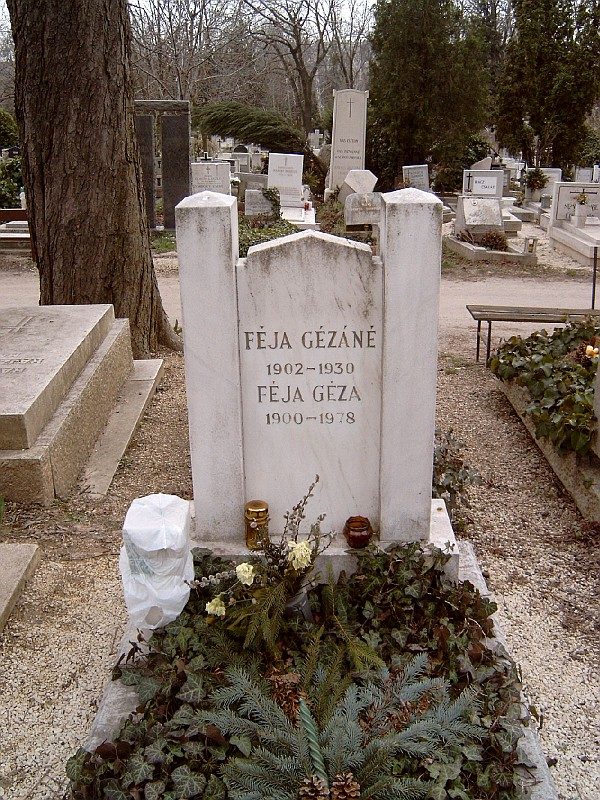
Féja Géza és feleségének sírja a Farkasréti temetőben: 25-1-66

- Mesélő falu. Eredeti magyar népmesék és mondák; összegyűjt. Féja Géza; Magyar Könyvbarátok, Bp., 1934 (Könyvbarátok kis könyve)
- Élet és álom. Eredeti magyar népmesék; vál. Féja Géza; Kazinczy, Tornalja-Tornala, 1934
- Viharsarok. Az Alsó Tiszavidék földje és népe; Athenaeum, Bp., 1937 (Magyarország felfedezése)
- Márciusi front; Márciusi Front, Kecskemét, 1937
- A régi magyarság. A magyar irodalom története a legrégibb időktől 1772-ig; Tátra, Bratislava-Pozsony, 1937 (Tátra-könyvek szlovenszkói írók munkái)
- 1938 Dzsentri-polgári szertartás. Kelet Népe 4/10.
- Kurucok; Mefhosz, Bp., 1939 (Magyarok könyvtára)
- Dózsa György. Történelmi tanulmány; MEFHOSZ, Bp., 1939
- Móricz Zsigmond; Athenaeum, Bp., 1939
- Fiatal magyar líra; szerk. Féja Géza; Kazinczy Kiadó, Tornalja, 194?
- Régi magyarság magyar irodalom története a legrégibb időktől 1772-ig; 2. jav., bőv. kiad.; Magyar Élet, Bp., 1941
- A felvilágosodástól a sötétedésig. A magyar irodalom története 1772-től 1867-ig; Magyar Élet, Bp., 1942
- Magyar irodalomszemlélet; Magyar Élet, Bp., 1942 (Magyar társadalomtudományi könyvtár)
- Örök magyar március; Stádium, Bp., 1942 (Nemzeti könyvtár)
- Nagy vállalkozások kora magyar irodalom története 1867-től napjainkig; Magyar Élet, Bp., 1943
- Bresztováczy és az ördög; Magvető, Bp., 1957
- Bölcsődal. Életregény; Magvető, Bp., 1958
- Kuruc idő. Történelmi regény a XVII. századból; Szépirodalmi, Bp., 1962
- Sarjadás. Sárközi élmények és utazások; Szépirodalmi, Bp., 1963
- Szabadcsapat. Életregény; Szépirodalmi, Bp., 1965
- Embert becsülő Őrség; Vas Megyei Tanács, Szombathely, 1966 (Vasi kiskönyvtár)
- Tamási Áron alkotásai és vallomásai tükrében; Szépirodalmi, Bp., 1967 (Arcok és vallomások)
- Csillagok vigyáznak; Szépirodalmi, Bp., 1968
- Lázadó alkonyat; Szépirodalmi, Bp., 1970
- Visegrádi esték. Regény; Szépirodalmi, Bp., 1974
- Kráterarc; Szépirodalmi, Bp., 1975
- Sűrű, kerek erdő; Szépirodalmi, Bp., 1976
- Törzsek, hajtások; Szépirodalmi, Bp., 1978
- Lapszélre; szerk., szöveggond. Féja Endre; Szépirodalmi, Bp., 1982
- Magyar haláltánc; összeáll., sajtó alá rend. Féja Endre; Szépirodalmi, Bp., 1984
- Arcképek régi irodalmunkból; sajtó alá rend. Féja Endre, előszó Nemeskürty István; Szépirodalmi, Bp., 1986
- Kossuth Lajos; Szépirodalmi, Bp., 1987
- Hazatérés. Novellák; Megyei Könyvtár, Békéscsaba, 1990
- A léleklátó kutya. Kiadatlan novellák; Tevan, Békéscsaba, 1994
- Egy barátság története. Féja Géza levelei; szerk. Nagy Olga; Erdélyi Gondolat, Székelyudvarhely, 1998
- Csabai nappalok és éjszakák. Napló- és levélrészletek; vál., összeáll. Féja Endre; Békés Megyei Könyvtár, Békéscsaba, 2001
- Régi magyarság. A magyar irodalom története a legrégibb időktől 1772-ig; sajtó alá rend. Féja Endre; 4. jav., bőv. kiad.; Püski, Bp., 2001
- Lelkek párbeszéde. Írók, művek, viták; szerk. Féja Endre; Mundus, Bp., 2002 (Mundus – új irodalom)
- Bölcsődal. Életregény; utószó Grendel Lajos; Felsőmagyarország, Miskolc, 2002 (Felsőmagyarországi Minerva)
- A léleklátó kutya. Kiadatlan novellák; 2. jav., bőv. kiad.; Tevan, Békéscsaba, 2003
- Féja Géza levelezése; vál., összeáll. Féja Endre; Nap, Bp., 2003
- Márciusi Front. Írások, dokumentumok és emlékezések; sajtó alá rend. Féja Endre; Mundus, Bp., 2003 (Mundus – új irodalom)
- Egy barátság emléke. Erdei Ferenc és Féja Géza leveleiből; sajtó alá rend. Féja Endre; Erdei Ferenc Társaság, Makó, 2004 (Az Erdei Ferenc Társaság füzetei)
- Móricz Zsigmond; bev. Füzi László; Polis, Kolozsvár, 2005 (Kettős tükörben)
- A teljes emberség. Supka Magdolna levelei Féja Gézához; vál., összeáll. Féja Endre; Békés Megyei Könyvtár, Békéscsaba, 2005
- Szülőföldem, Felvidék; Szépírás–Felsőmagyarország, Szolnok–Miskolc, 2007
- Erdély emlékezete; Éghajlat, Bp., 2011
- Lélekben társak. Supka Magdolna és Féja Géza levelezése, 1937–1976; vál., összeáll., jegyz. Féja Endre; Nap, Bp., 2013
- A régi Budapest; Noran Libro, Bp., 2018
- Atyámfiai; Vajdasági Magyar Művelődési Intézet, Zenta, 2018 (Délvidéki soroló)